# Arianna Follis
Arianna Follis (n. 11 noiembrie 1977, Ivrea, Piemont, Italia) este o schioară de fond ce a reprezentat Italia, medaliată olimpică. A participat la 2 ediții ale Jocurilor Olimpice (2006, 2010) în care a câștigat o medalie de bronz.